# 關東八景
關東八景（：／ Gwandong Palgyeong）是朝鮮關東地方八個有代表性的名勝。朝鮮關東（嶺東），位於今日的江原道（朝鮮民主主義人民共和國和大韓民國各控制一部分的同名行政區劃）。這八景分別如下：
- 杆城之清澗亭（간성의 청간정）
- 江陵之鏡浦台（강릉의 경포대）
- 高城之三日浦（고성의 삼일포）
- 三陟之竹西樓（삼척의 죽서루）
- 襄陽之洛山寺（英语：Naksansa）
- 蔚珍之望洋亭（日语：望洋亭）
- 通川之叢石亭（통천의 총석정）
- 平海之越松亭（평해의 월송정）

已由越松亭取代：
- 歙谷之侍中台（흡곡의 시중대）

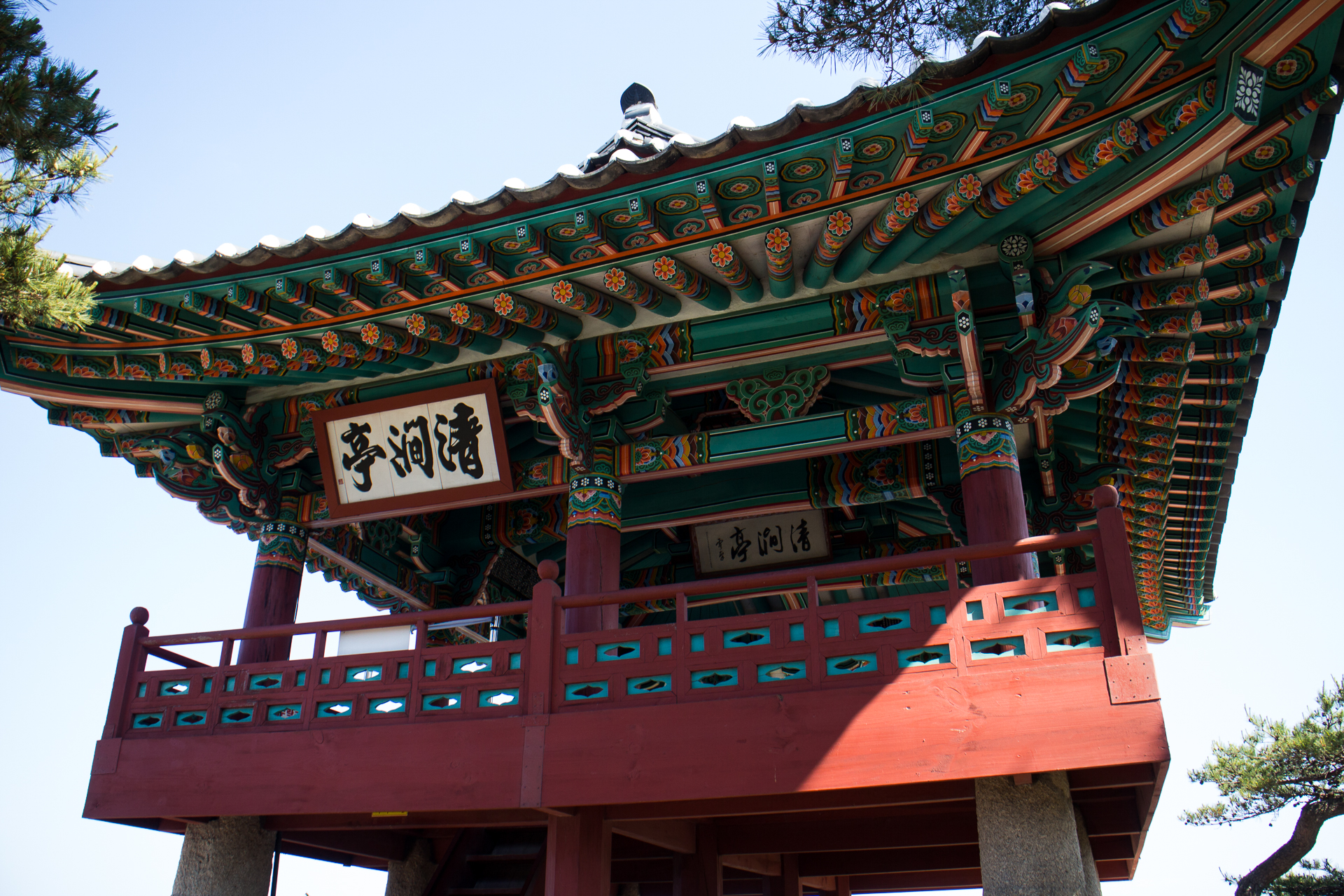
清澗亭
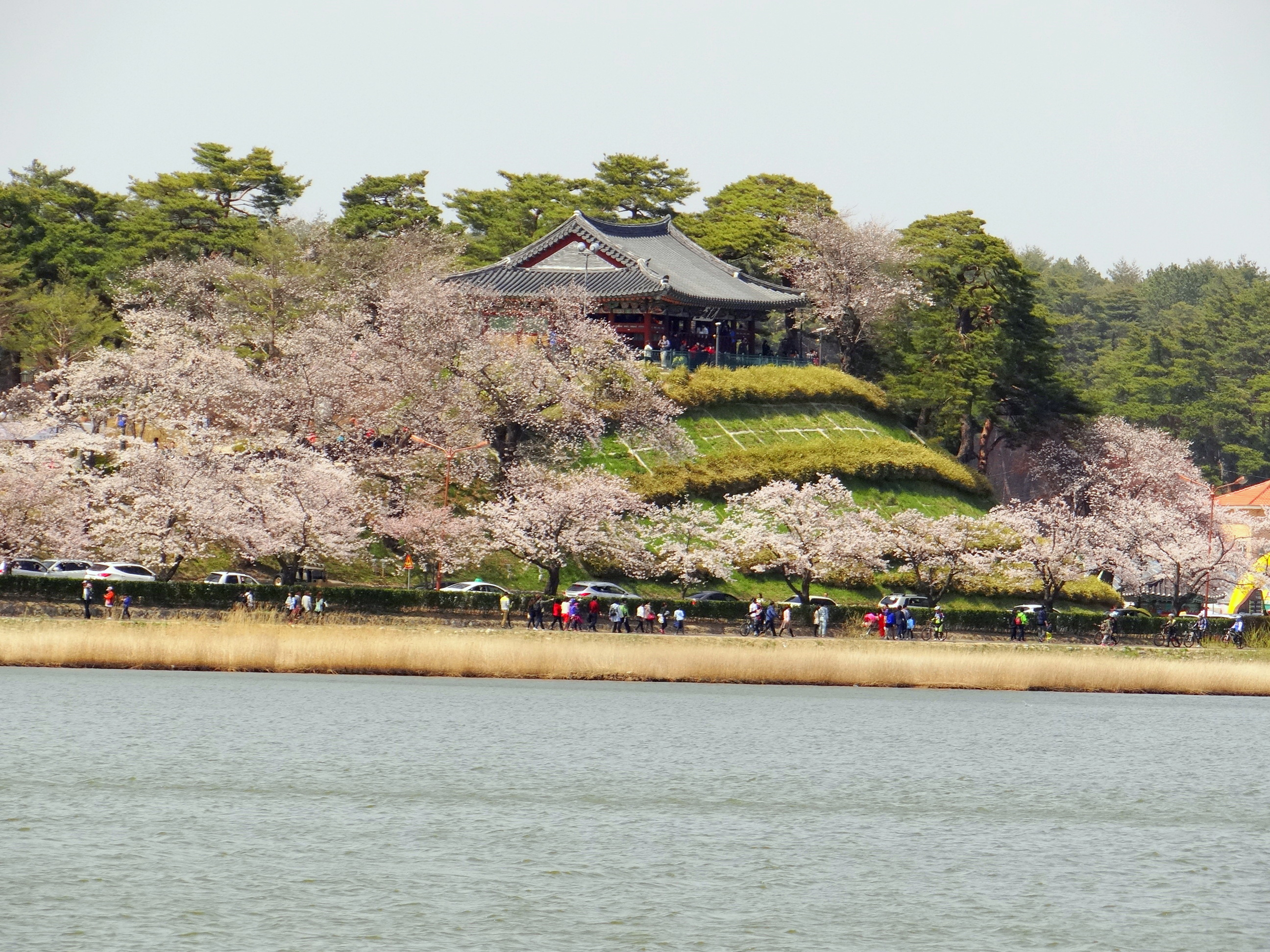
面向鏡浦湖的鏡浦台
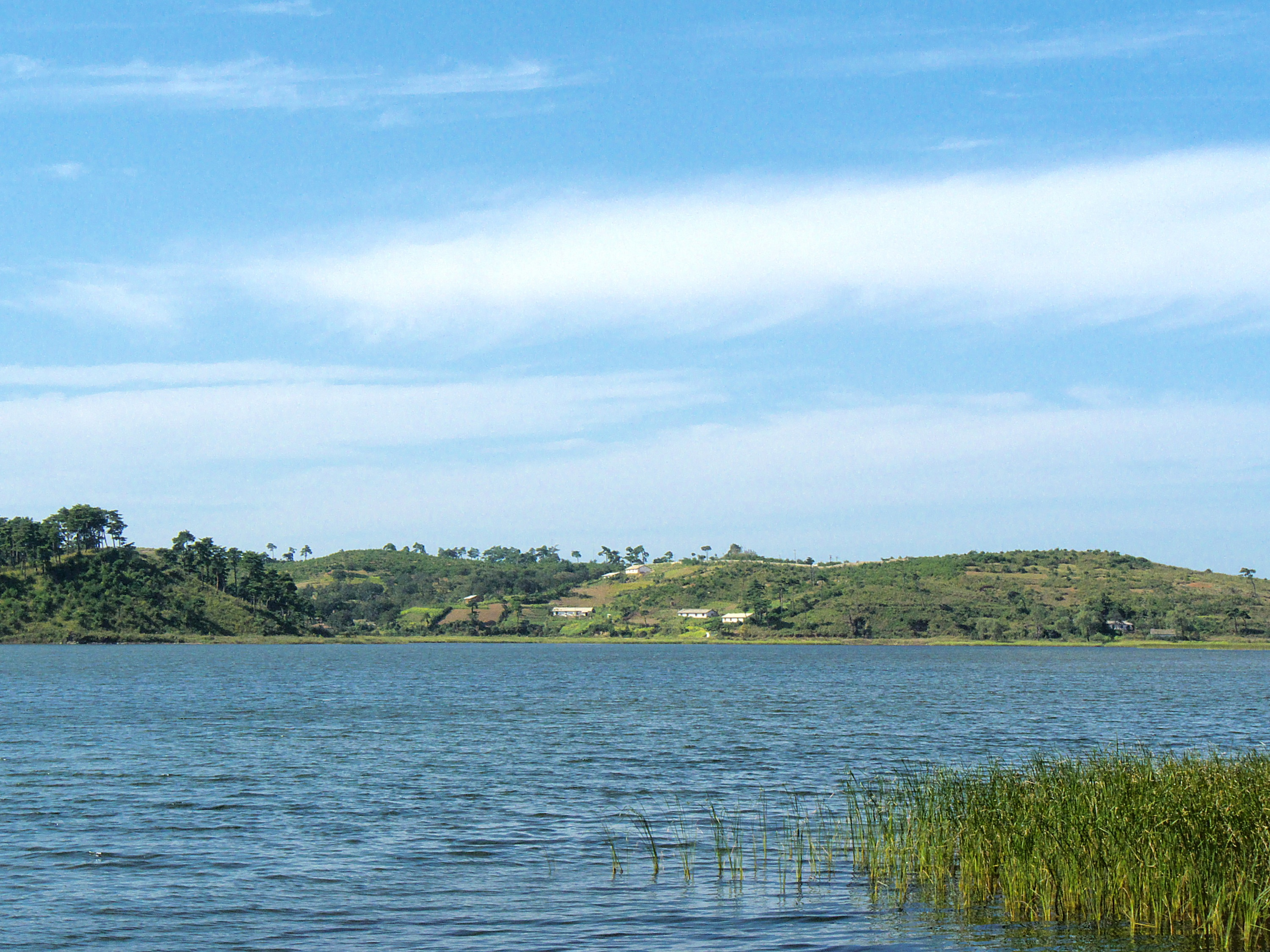
侍中台有侍中湖
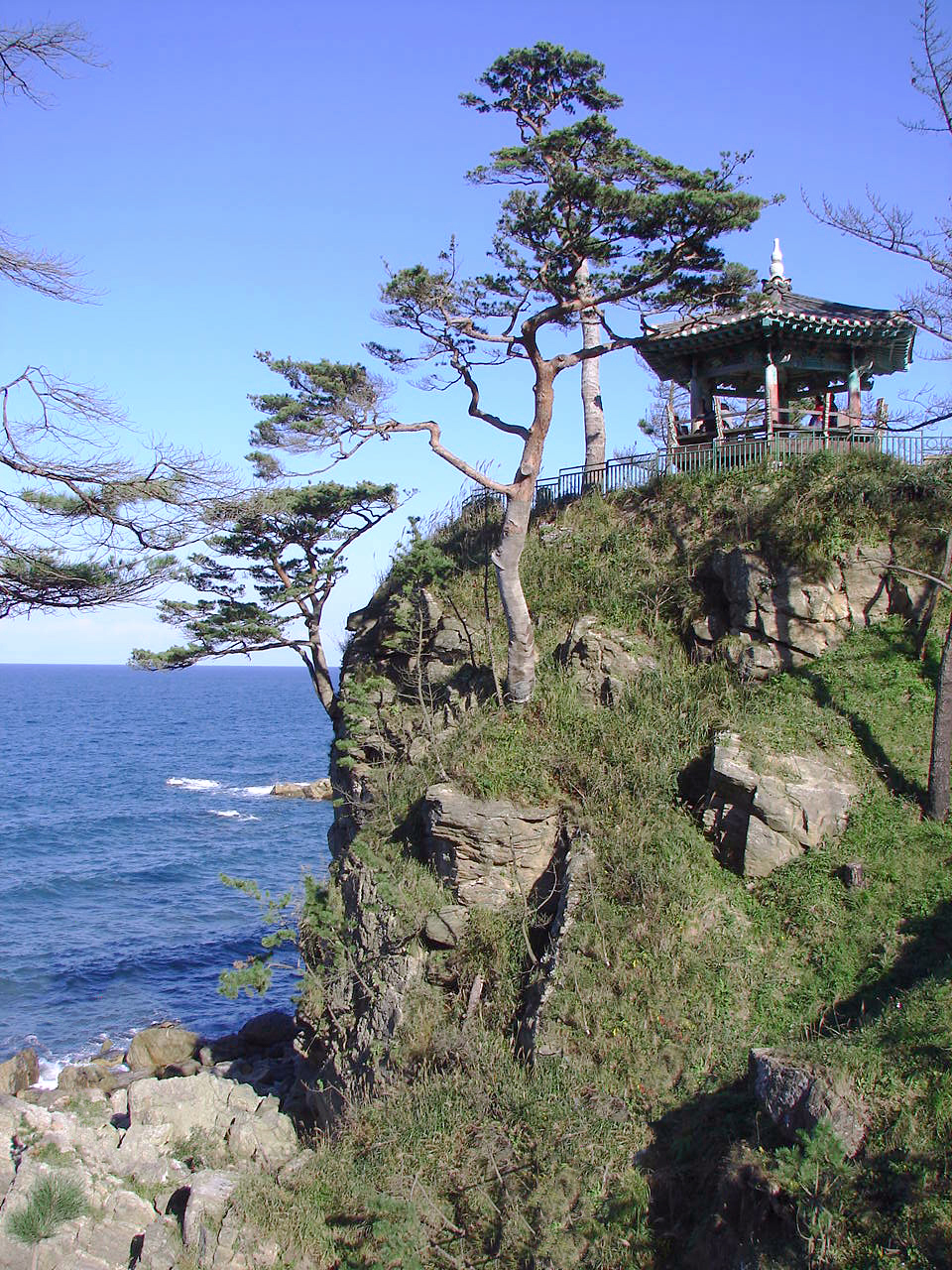
洛山寺
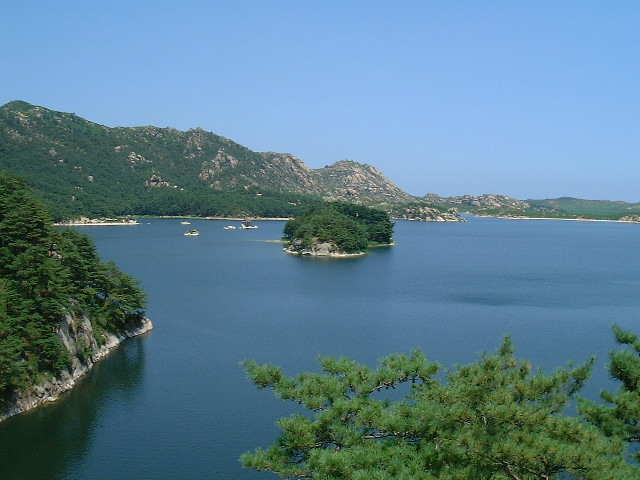
三日浦